# Darlington
Darlington je město v hrabství Durham na severovýchodě Anglie. Je to také hlavní sídlo v hrabství, známé jako Borough of Darlington, se stálou populací 106 000 obyvatel (v roce 2011). Město leží na malé řece Skerne, přítokem řeky Tees, do které se nedaleko vlévá. Za svůj rozvoj je podstatně dlužno vlivu rodin místních kvakerů z viktoriánského období. Rovněž je to konečná stanice železnic Stockton and Darlington Railway – první železnice pro osobní dopravu na světě. Nádraží je důležitou zastávkou East Coast Main Line.

## Partnerská města
- Amiens, Francie
- Mülheim an der Ruhr, Německo